# Caranx lugubris
Caranx lugubris is een straalvinnige vissensoort uit de familie van horsmakrelen (Carangidae). De wetenschappelijke naam van de soort is voor het eerst geldig gepubliceerd in 1860 door Poey.

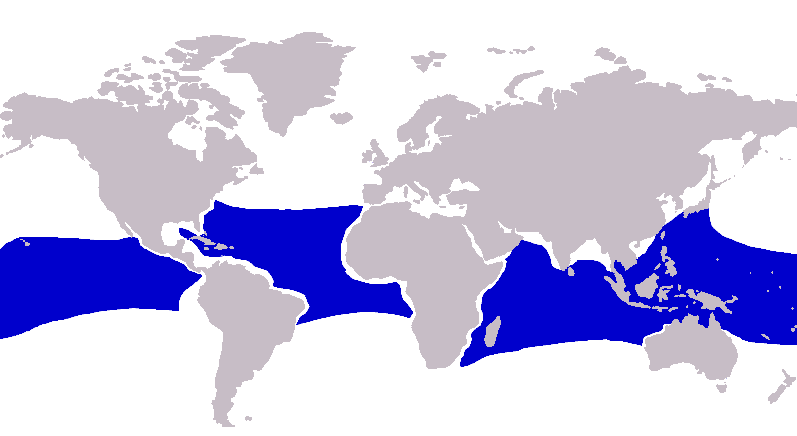
Verspreidingsgebied van Caranx lugubris